# Shahr-e Pir
Shahr-e Pīr (farsi شهر پیر) è una città dello shahrestān di Zarrindasht, circoscrizione  di Isadkhast, nella provincia di Fars. Aveva, nel 2006, una popolazione di 7.161 abitanti. 